# Angry Birds Toons
Angry Birds Toons este un serial finlandez de televiziune animat bazat pe seria de jocuri video cu același nume de Rovio Entertainment. Această serie animată urmărește aventurile păsărilor care își apără ouăle împotriva porcilor care vor să le fure pentru ca regele lor să le mănânce, precum și aventuri din cadrul fiecărui grup. Episoadele au fost lansate săptămânal.
S-a lansat și un episod introductiv numit „Întâlnește stolul” în martie 2013, care a prezentat numele păsărilor. Porcii verzi sunt identificați prin rolul lor, de exemplu porcul cu cască, regele porc sau porcul bucătar, cu porcii minioni care nu au nume. Episoadele sunt destul de scurte, până acum toate sunt sub trei minute. Dialogul este în general limitat la vocalize și efecte sonore similare jocului.
Din septembrie 2013, Angry Birds Toons a fost vizualizat de mai mult de un miliard de ori. Până în iulie 2014, episoadele din Angry Birds Toons au fost vizualizate de peste trei miliarde de ori și până în decembrie 2014, episoadele au fost vizualizate de patru miliarde de ori.
În România, serialul a fost difuzat pe Megamax.

## Distribuție internațională
| Țara                                        | Rețea                 | Premiera           |
| ------------------------------------------- | --------------------- | ------------------ |
| Israel                                      | Arutz HaYeladim       |                    |
| Finlanda                                    | MTV3 MTV3 Juniori     |                    |
| Chile                                       | Canal 13              |                    |
| India                                       | Cartoon Network       |                    |
| Norvegia                                    | TV2                   |                    |
| Brazilia                                    | Gloob                 |                    |
| Portugalia                                  | Nickelodeon           |                    |
| Australia                                   | FOX8                  |                    |
| Italia                                      | Super!                | 28 noiembrie 2013  |
| Germania                                    | Super RTL             |                    |
| Franța                                      | Gulli Canal J         |                    |
| Regatul Unit                                | POP                   |                    |
| Rusia                                       | Nickelodeon           |                    |
| Indonezia                                   | antv                  | 16 martie 2013     |
| Canada                                      | Teletoon              | 16 martie 2013     |
| Statele Unite ale Americii                  | Xfinity On Demand     | 16 martie 2013     |
| Ucraina                                     | 1+1                   | 17 martie 2013     |
| Coreea de Sud                               | JEI TV JEI English TV |                    |
| Spania                                      | Neox Antena 3         | 29 iunie 2013      |
| Filipine                                    | GMA Network           | 27 iulie 2013      |
| Noua Zeelandă                               | TV2                   | 19 august 2013     |
| Turcia                                      | TRT Çocuk             | 6 septembrie 2013  |
| Malaysia                                    | Nickelodeon Malaysia  | 8 septembrie 2013  |
| Grecia                                      | Star Channel          | 21 septembrie 2013 |
| Lumea arabă Orientul Mijlociu Africa Europa | Jeem TV               | 16 martie 2013     |
| Polonia                                     | Puls 2                | 7 decembrie 2013   |
| Ungaria                                     | Megamax               |                    |
| Thailanda                                   | Channel 3             |                    |
| Siria                                       | Spacetoon             | 10 ianuarie 2016   |

## Episoade
| Sezon | Sezon | Episoade | Difuzat original (SUA) | Difuzat original (SUA) |
| Sezon | Sezon | Episoade | Premiera sezonului     | Sfârșitul sezonului    |
| ----- | ----- | -------- | ---------------------- | ---------------------- |
|       | 1     | 52       | 16 martie 2013         | 8 martie 2014          |
|       | 2     | 26       | 19 octombrie 2014      | 12 aprilie 2015        |
|       | 3     | 26       | 1 octombrie 2015       | 13 mai 2016            |

## Personaje

### Păsări
- Red (Antti Pääkkönen), pasărea roșie - Este foarte responsabil și dornic. El are grijă de ouă. Cel mai bun prieten al lui este Chuck. El liniștește și încurajează prietenii lui. Mai este, de asemenea, cunoscut ca fiind un lider puternic și responsabil al stolului și nu renunță la protejarea ouălor, care pot fi furate de porci.
- Jay, Jake și Jim (Heljä Heikkinen), trei păsări albastre - The Blues sunt îndrăzneți și curioși și de multe ori ajung în necazuri. Ei se comportă ca niște copii. Sunt indisciplinați, răutăcioși, și jucăuși. Tot timpul se joacă: se aruncă de pe munte, se joacă cu mingea și se dau pe skateboard.
- Chuck (Antti LJ Pääkkönen), pasărea galbenă - Are o personalitate foarte amestecată, cu diferite personalități din diferite medii. Îi place să fie cel mai bun din stol, și este una dintre păsările cele mai agitate din stol. El este cel mai bun prieten al lui Red. Este puțin prostuț, competitiv, ușor de distras și cel mai arogant din stol.
- Bomb (Pasi Ruohonen), pasărea neagră - Are cel mai rău temperament dintre toți. El își pierde cumpătul și poate exploda ușor și de multe ori. Explozia lui afectează porcii,dar nu-l afectează deloc și pe el. De asemenea, el pare a fi o pasăre foarte inteligentă. Este văzut frecvent mâncând înghețată.
- Matilda (Antti LJ Pääkkönen), pasărea albă - Este singura femelă din stol și este la fel de responsabilă ca Red, dar nu la fel de stresată ca el. Ea pare a fi o mamă. Este foarte grijulie, mai ales față de păsările albastre și de grădina ei. Ea servește, de asemenea, ca bucătăreasă pentru stol.
- Terence (Heljä Heikkinen), pasărea mare și roșie - Este cea mai mare pasăre din turmă. Din motive inexplicabile poate să se deplaseze oriunde și oricând într-o clipă. Spre deosebire de celelalte păsări care comunică cu o varietate de cuvinte fără sens, el doar mârâie.
- Bubbles (Antti LJ Pääkkönen), pasărea portocalie - Este cel mai tânăr din stol, dar nu locuiește lângă ceilalți și are un apetit gigantic pentru bomboane. Face orice pentru a mânca bomboane. Este la fel de mic ca The Blues și la fel de copilăros ca ei,de asemenea. El are capacitatea de a se umfla foarte mult (făcându-se chiar mai mare decât Terence) când vrea. Până acum a apărut doar în trei episoade: "Night of the Living Pork (Noaptea Porcului Viu)"(sezonul 1); "Sweets of Doom"(sezonul 2) și "Porcula"(sezonul 3).
- Stella, pasărea roz - Stella nu a apărut în nici un episod din Angry Birds Toons, dar a apărut în videoclipul Înapoi la școală și în episodul introductiv Întâlnește stolul. Ea poate fi un copil, deoarece e văzută că de multe ori se joacă cu baloanele de săpun. Este încăpățânată și dezordonată, dar întotdeauna gata să apere ouăle.

### Porci
- Porcii minioni (vocea actorilor variază) - În Orașul Porcilor se află o grămadă de porci minioni. Unii porci minioni sunt în armată, alții sunt constructori... Ca grup, ei sunt incompetenți și fac o grămadâ de accidente, dar ca indivizi sunt de multe ori foarte pricepuți și talentați.
- Porcul cu cască (Antti LJ Pääkkönen) - Este liderul armatei de porci. Nu este deloc respectat atunci când este fără cască.
- Porcul cu mustață - Este creierul din spatele multor operațiuni împotriva păsărilor, dar care dau întotdeauna greș.
- Regele porc (Antti Pääkkönen) - Regele tuturor porcilor din Orașul Porcilor. El este extrem de egoist, prost și răsfățat. Singurul motiv pentru care el este regele este câ poartă coroana.
- Porcul bucătar - Este un porc sinistru, malefic și foarte inteligent. El poate fi împotriva păsărilor și chiar și regelui porc. Planurile lui sunt aproape perfecte, cu excepția unei lipse de prevederi sau a unor porci.
- Profesorul porc - Este un porc bâtrân care face invenții sau rezolvă problemele regelui porc. Este unul dintre porcii care nu sunt implicați în furturile ouălelor.
- Porcul cronicar - Este un porc bătrân care poartă o perucă de epocă coloniană și, ca profesorul porc, nu este implicat în furturile ouălelor. El pare să fie responsabil de artă, istorie și Orașul Porcilor.

## Producție
Rovio a anunțat o serie de televiziune bazată pe seria de jocuri video Angry Birds cu 52 de episoade scurte.
Seria este disponibilă în întreaga lume pentru toate aplicațiile Angry Birds și smart TV-urile selectate; în plus, este difuzat, de asemenea, în 20 de rețele obișnuite de televiziune din întreaga lume.

## Home media
Sony Pictures Home Entertainment este distributorul de DVD/Blu-ray pentru serial.
- Angry Birds Toons: Sezonul 1, Volumul 1 (3 decembrie 2013)[5]
- Angry Birds Toons: Sezonul 1, Volumul 2 (15 aprilie 2014)[6]
- Angry Birds Toons: Sezonul 2, Volumul 1 (1 decembrie 2015)[7] (numai pentru DVD)
- Angry Birds Toons: Sezonul 2, Volumul 2 (1 martie 2016)[8] (numai pentru DVD)

## Speciale
În 2011, Nickelodeon a arătat Angry Birds: Wreck the Halls, un videoclip special de Crăciun apărut pe 17 decembrie 2011; și Angry Birds Space, o poveste animată legată de jocul video cu același nume în martie 2012.

## Spin-off-uri

### Piggy Tales
Pe 11 aprilie 2014, Rovio a lansat un serial numit Piggy Tales pe canalul Toons.tv cu primul episod numit "Trampoline". Serialul prezintă viața porcilor minioni cu alte personaje exclusive care apar în diferite episoade, dar nu sunt prezentați și alți porci sau păsări.

### Angry Birds Stella
Bazat pe jocul video de tip puzzle spin-off cu același nume, serialul se bazează pe Stella, pasărea roz, împreună cu prietenii ei Luca, Willow, Poppy și Dahlia, care încearcă să o învingă pe Gale, fosta prietenă a Stellei, care acum este regina porcilor din Insula de Aur.